# Бобрский сельсовет
Бобрский сельсовет — административная единица на территории Крупского района Минской области Республики Беларусь. Административный центр — городской посёлок Бобр.

## География
Бобрский сельский Совет граничит с Октябрьским, Ухвальским сельскими Советами и с Толочинским районом.

## История
26 августа 2023 года в состав Бобрского сельсовета включена территория городского посёлка Бобр.

## Состав
В состав сельского совета входит 31 населённый пункт:
- Бобр — городской поселок
- Бобр — посёлок
- Боровец — деревня
- Великий Лес — деревня
- Виктолино — деревня
- Дворище — деревня
- Долгое — деревня
- Еленка — деревня
- Ершовка — деревня
- Заболотское — деревня
- Замки — агрогородок
- Кленовичи — деревня
- Колос — деревня
- Красновка — деревня
- Куты — деревня
- Липовец — деревня
- Мачулище — деревня
- Мерецкий Двор — деревня
- Навесы — деревня
- Новоселки — деревня
- Ольшаники — деревня
- Осово — деревня
- Плисса — деревня
- Подсосенка — деревня
- Синиченка — деревня
- Скаковка — деревня
- Соколовичи — деревня
- Стаи — деревня
- Старый Бобр — деревня
- Чернявка — деревня
- Шатьки — деревня

## Культура
Бобрский горпоселковый Дом культуры, Бобрская горпоселковая библиотека, Колосовская сельская библиотека, Колосовский сельский Дом культуры.

## Достопримечательность
- Мемориальный комплекс "Партизанский лагерь"[3]